# Чарджіно
Чарджіно (англ. chargino) — у фізиці елементарних частинок гіпотетична частинка, яка відноситься до власного стану зарядженого суперпартнера, тобто електрично заряджений фермион (зі спіном 1/2), недавно передбачений суперсиметрією. Вона є лінійною комбінацією заряджених вино і хіггсіно. Два типи чарджіно, які є ферміонами і електрично заряджені, що звичайно називають 
C͂±
1 (найлегші) і 
C͂±
2 (важкі), незважаючи на те, що іноді позначення без відображення зарядженості {\displaystyle {\tilde {\chi }}_{1}^{\pm }} і {\displaystyle {\tilde {\chi }}_{2}^{\pm }} також використовується щодо чарджіно, тоді як {\displaystyle {\tilde {\chi }}_{i}^{0}} завжди використовується по відношенню до нейтраліно. Найважчі чарджіно можуть розпадатися на нейтральний Z бозон і найлегші чарджіно. Обидва види чарджіно можуть розпадатися також на заряджений W бозон і нейтраліно (2 для важких, 1 для найлегших):
C͂±
2 → 
C͂±
1 + 
Z0

C͂±
2 → 
N͂0
2 + 
W±

C͂±
1 → 
N͂0
1 + 
W±

Лівоспіральні слептони розпадаються в основному на чарджіно і нейтраліно.